# Nueva Zelanda en la Copa Mundial de Rugby de 1999

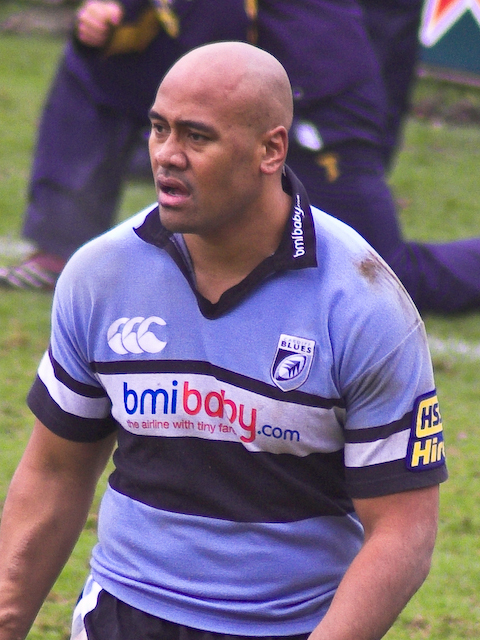
Fue el último mundial de Lomu.

Los All Blacks fueron uno de los 20 países participantes de la Copa Mundial de Rugby de 1999, que se realizó principalmente en Gales (Reino Unido).
Tras el subcampeonato en la edición anterior, los neozelandeses deseaban revancha y para ello se decía que contaban con un equipo todavía mejor. Los kiwis arrasaron hasta las semifinales, pero terminaron derrotados en uno de los mejores partidos de la historia del campeonato.

## Plantel
|                       | Jugador          | Edad    | Posición      | Tests | Equipo           |
| --------------------- | ---------------- | ------- | ------------- | ----- | ---------------- |
| Hookers y Pilares     |                  |         |               |       |                  |
| 3                     | Craig Dowd       | 30 años | Pilar         | ?     | Blues            |
|                       | Greg Feek        | 24 años | Pilar         | ?     | Crusaders        |
|                       | Mark Hammett     | 27 años | Hooker        | ?     | Crusaders        |
| 1                     | Carl Hoeft       | 24 años | Pilar         | ?     | Highlanders      |
|                       | Kees Meeuws      | 25 años | Pilar         | ?     | Highlanders      |
| 2                     | Anton Oliver     | 24 años | Hooker        | ?     | Highlanders      |
| Segundas líneas       |                  |         |               |       |                  |
|                       | Ian Jones        | 32 años | Segunda línea | ?     | Gloucester Rugby |
| 4                     | Norm Maxwell     | 23 años | Segunda línea | ?     | Crusaders        |
|                       | Royce Willis     | 24 años | Segunda línea | ?     | Chiefs           |
| 5                     | Robin Brooke     | 32 años | Segunda línea | ?     | Blues            |
| Alas y Octavos        |                  |         |               |       |                  |
|                       | Andrew Blowers   | 24 años | Ala           | ?     | Hurricanes       |
| 7                     | Josh Kronfeld    | 28 años | Ala           | ?     | Highlanders      |
|                       | Dylan Mika       | 27 años | Ala           | ?     | Chiefs           |
| 8                     | Taine Randell    | 24 años | Octavo        | 25    | Highlanders      |
|                       | Scott Robertson  | 25 años | Octavo        | ?     | Crusaders        |
| 6                     | Reuben Thorne    | 24 años | Ala           | ?     | Crusaders        |
| Medios scrums         |                  |         |               |       |                  |
|                       | Rhys Duggan      | 27 años | Medio scrum   | 0     | Chiefs           |
| 9                     | Byron Kelleher   | 22 años | Medio scrum   | ?     | Highlanders      |
|                       | Justin Marshall  | 26 años | Medio scrum   | ?     | Crusaders        |
| Aperturas y Centros   |                  |         |               |       |                  |
|                       | Pita Alatini     | 23 años | Centro        | ?     | Highlanders      |
|                       | Tony Brown       | 24 años | Apertura      | ?     | Highlanders      |
| 13                    | Christian Cullen | 23 años | Centro        | ?     | Hurricanes       |
| 12                    | Alama Ieremia    | 29 años | Centro        | ?     | Hurricanes       |
| 10                    | Andrew Mehrtens  | 26 años | Apertura      | ?     | Crusaders        |
|                       | Carlos Spencer   | 24 años | Apertura      | ?     | Blues            |
| Fullbacks y Wings     |                  |         |               |       |                  |
|                       | Daryl Gibson     | 24 años | Wing          | 6     | Crusaders        |
| 11                    | Jonah Lomu       | 24 años | Wing          | ?     | Chiefs           |
|                       | Glen Osborne     | 28 años | Fullback      | ?     | Hurricanes       |
| 14                    | Tana Umaga       | 26 años | Wing          | ?     | Hurricanes       |
| 15                    | Jeff Wilson      | 26 años | Fullback      | ?     | Highlanders      |
| Entrenador: John Hart |                  |         |               |       |                  |

## Participación
Nueva Zelanda integró el grupo B con la dura Tonga, la potencia de La Rosa y la débil Azzurri. Los neozelandeses vencieron cómodamente a las Ikale Tahi, sin mayores problemas a Inglaterra y aplastaron a Italia para ganar la zona.

### Fase final
En los cuartos enfrentaron al XV del Cardo que venía cansado tras haber jugado los octavos contra Samoa, en una inédita y jamás vuelta a usar fase de playoffs. Los escoceses contaban con Tom Smith, Gregor Townsend, Doddie Weir y Alan Tait, sin embargo no pudieron con los de negro.
Las semifinales los midió ante Les Bleus que llegaron por un camino poco difícil para ellos y con: Olivier Magne, Fabien Galthié, Raphaël Ibáñez y Fabien Pelous entre sus filas. Siendo el mejor partido del torneo y con un full house de Christophe Lamaison, los franceses vencieron increíblemente a los All Blacks.

### Tercer puesto
El partido consuelo fue contra los Springboks, formaban con Os du Randt, Mark Andrews, Ruben Kruger, el capitán Joost van der Westhuizen y Percy Montgomery. Unos fuertes sudafricanos derrotaron a los desmotivados kiwis en el último súper clásico del siglo.

## Legado
Fue el último mundial de Lomu, en 2002 al wing leyenda se le diagnosticó síndrome nefrótico y debió retirarse. Si bien regresó al profesionalismo en 2006, jamás volvió a ser convocado a la selección. Su récord de 8 tries fue igualado por el sudafricano Bryan Habana en Francia 2007 y por su compatriota Julian Savea en Inglaterra 2015, pero continúa sin romperse.
El cuarto puesto fue la peor actuación neozelandesa, hasta Francia 2007. El entrenador Hart no fue renovado y lo reemplazó Wayne Smith, quien realizó un drástico recambio de jugadores y dejó afuera a hombres como Mehrtens y Wilson.
La semifinal ante Francia fue considerada una humillación en 1999, debido a que los neozelandeses se veían imbatibles y confiados de ganar el mundial. Hoy es considerado el encuentro más apasionante de Gales 1999 y uno de los mejores duelos en toda la historia del rugby.